# Rashida Ellis
Rashida Ellis (ur. 4 czerwca 1995 r. w Lynnie) – amerykańska bokserka, olimpijka, brązowa medalistka mistrzostw świata i igrzysk panamerykańskich.

## Kariera
W 2019 roku podczas igrzysk panamerykańskich w Limie zdobyła brązowy medal w kategorii do 60 kg, przegrywając w półfinale z Brazylijką Beatriz Ferreirą. W październiku tego samego roku zdobyła brąz mistrzostw świata w Ułan Ude. W drodze do półfinału pokonała kolejno Włoszkę Francescę Amato oraz Tajlandkę Sudaporn Seesondee. Tam jednak ponownie przegrała z Brazylijką Beatriz Ferreirą.